# Greinstraße 37 (Kürnbach)

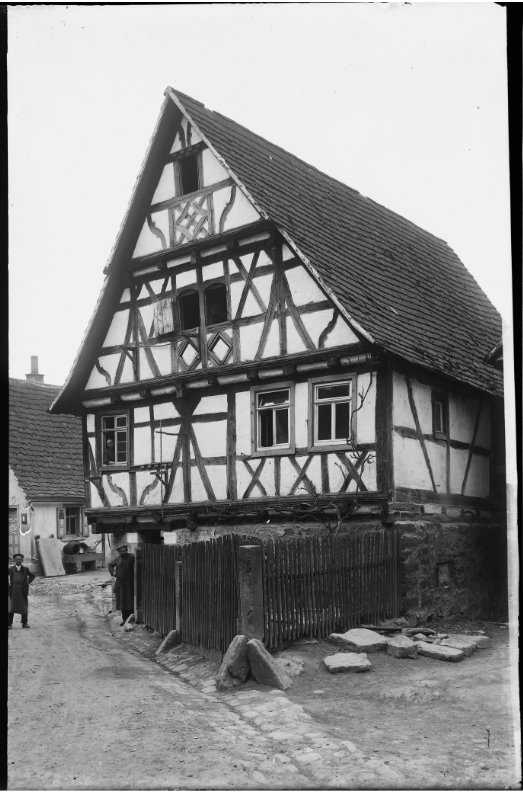
Foto von Wilhelm Kratt aus dem Jahr 1912

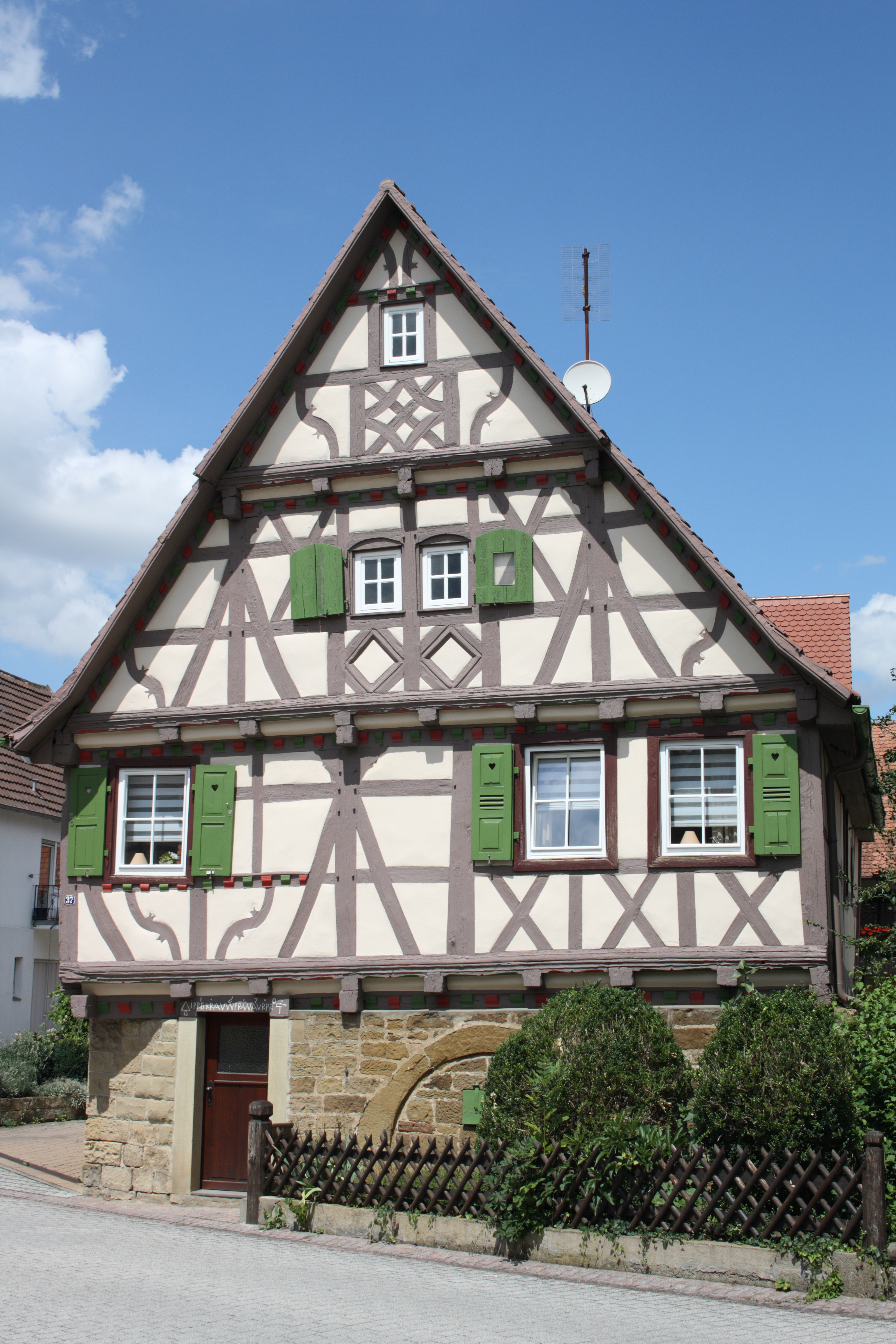
Fachwerkhaus Greinstraße 37 in Kürnbach

Das Gebäude Greinstraße 37 in Kürnbach, einer Gemeinde im Landkreis Karlsruhe im nordwestlichen Baden-Württemberg, ist ein Fachwerkhaus, das 1670 errichtet wurde.

## Beschreibung
Im Schatten der Kirche steht mit dem Giebel zur Straße dieses Fachwerkhaus mit hochliegendem Keller, einem Fachwerkstock und zwei vorkragenden Dachstöcken. Auf dem Türsturz des schmalen Kellereingangs – der ursprüngliche rundbogige Kellereingang ist zugemauert – ist die Jahreszahl 1670 geschnitzt und zwischen der Darstellung von Maurerkelle und Hammer ist die Inschrift „IPRG KRAVWPR WAVPRP“ zu sehen. 
Als Zierformen sind profilierte Dachschwellen, Rauten, der Fränkische Mann und Andreaskreuze vorhanden.